# TeeBee
TeeBee (* 19. Mai 1976 als Torgeir Byrknes) ist ein norwegischer Drum-and-Bass-Produzent und DJ aus Bergen. TeeBee war einer der ersten ausländischen Produzenten, der sich in der in England und Großbritannien entstandenen Jungle- und Drum-and-Bass-Szene einen Namen machen konnte.

## Karriere
Ab 1996 veröffentlichte er zuerst auf den englischen Labels "A-Level" und "Rugged Vinyl". Nachdem er und sein Partner K aka Polar (Kjetil Dale Sagstad) zu "Audio Couture" wechselten, einem Tochterlabel von Moving Shadow, einem der ältesten und renommiertesten englischen Drum-and-Bass-Labels (Labelchef Rob Playford), waren sie mit der Veröffentlichung ihrer gemeinsamen Debüt-CD "Black Science" (1999, Beatservice) auf dem Weg, eine feste Größe auf dem Drum-and-Bass-Markt zu werden. Es folgten Releases von TeeBee auf einigen der bekanntesten Drum-and-Bass-Labels wie "Moving Shadow" und "Certificate 18", auf dem er 2000 sein erstes Solo-Album "Black Science Labs" präsentierte. Das Album erntete sehr positive Kritiken und wird mittlerweile als Meilenstein des Drum-and-Bass-Genres gesehen. Im gleichen Jahr gründete er auch zusammen mit seinem Partner K das Label "Subtitles", auf dem bis heute außer TeeBee und K auch weitere Newcomer wie Angelzero, Illformants, Pacific und die ebenfalls aus Norwegen stammenden "Future Prophecies", aber auch renommierte Produzenten wie Abstract, Cause 4 Concern und Zero Tolerance veröffentlichen.
TeeBee hat nach seinem weiteren Album "Through The Eyes Of A Scorpion" (2001, Certificate 18) auf weiteren Labels veröffentlicht: neben Photeks "Photek Productions" u. a. auf dem wohl berühmtesten Drum-and-Bass-Label Metalheadz (Labelchef Goldie). 2004 erschien sein lange erwartetes drittes Album "The Legacy" auf seinem eigenen Subtitles-Label.
2012 unterschrieb TeeBee gemeinsam mit Calyx einen Plattenvertrag bei Andy C's Ram Records, auf welchen die Veröffentlichung des Albums All or Nothing folgte.

## Diskografie
Alben
- 1999: Black Science (mit Polar, Beatservice Records)
- 2000: Black Science Labs (Certificate 18)
- 2001: Through the Eyes of a Scorpion (Certificate 18)
- 2004: The Legacy (Subtitles Music)
- 2008: Anatomy (mit Calyx, Momentum Music)
- 2012: All or Nothing (mit Calyx, Ram Records)
- 2016: 1x1 (mit Calyx, Ram Records)

EPs
- Distorted Information (1999, Juice Records)
- Blackscience EP (2000, Beatservice Records), mit Polar als TeeBee & K
- Travel in Silence EP (2001, Subtitles Music)
- Venom EP (2002, Subtitles Music)
- Forever Lost (2003, Subtitles Music)
- Classic Series EP 1 (2006, Subtitles Music), mit Future Prophecies
- TeeBee Classic EP Vol 1 (2011, Subtitles Music)